# Big Mary

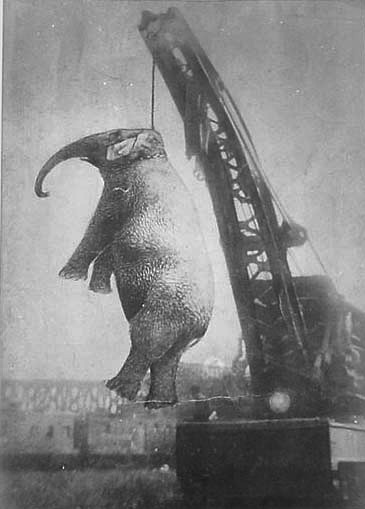
L'impiccagione di Mary

Big Mary (1894 – Erwin, 13 settembre 1916) era un elefante indiano di sesso femminile che apparteneva al circo Sparks World Famous Show. Fu uccisa il 13 settembre del 1916 ad Erwin, Tennessee, pesava sulle cinque tonnellate ed era nota per essere più grande di Jumbo, l'elefante di Phineas Taylor Barnum. La sua morte viene ricordata come caso emblematico del maltrattamento di animali da circo del XX secolo.

## Storia
L'11 settembre del 1916 un giovane operaio di nome Red Eldridge, era stato assunto dal circo come assistente dell'addestratore d'elefanti. La sera del 12 settembre venne ucciso dall'elefantessa a Kingsport, Tennessee, durante la tipica marcia pubblicitaria del circo. Alcuni tra i testimoni dell'accaduto dissero che Red aveva pungolato Mary con un gancio, perché si era fermata a raccogliere una fetta di cocomero da terra con la proboscide. Nonostante fosse stato avvertito del comportamento di Mary, Red la pungolò col gancio per farle riprendere la marcia. Infuriata, l'elefantessa afferrò l'incauto operaio con la proboscide e lo lanciò contro uno stand di bevande lì vicino. Poi infierì sul malcapitato, poggiando una zampa sulla testa di Red e schiacciandogliela.
Quando avvenivano tali incidenti, i proprietari del circo cambiavano il nome dell'elefante pericoloso e lo vendevano ad un altro circo. Ma non fu il caso di Mary, che presto divenne nota attraverso i giornali come "Mary l'omicida". Il proprietario del circo, Charlie Sparks, credeva che la reputazione dell'elefantessa avrebbe danneggiato anche l'immagine del circo, perciò prese la decisione di uccidere l'elefante pubblicamente, per poter rimediare alla disastrosa pubblicità. Si pensò inizialmente di uccidere Mary con l'avvelenamento o l'elettrocuzione, già usata tredici anni prima con l'elefante Topsy. Questi metodi furono scartati per due ragioni: in primo luogo Mary era molto intelligente e sarebbe stato difficile ingannarla con il veleno, inoltre nel Tennessee non vi era sufficiente elettricità per uccidere un elefante. Per questi motivi il proprietario del circo decise che Mary sarebbe morta per impiccagione, secondo lui una scelta "umana".
Il 13 settembre il circo partì in ferrovia per arrivare a Erwin, nella contea di Unicoi. Era un giorno piovoso e, dopo uno spettacolo al quale Mary non partecipò, una folla di 2.500 persone si radunò nei pressi della Clinchfield Railroad per assistere alla condanna di Mary. Per impiccare l'elefante usarono una gru e una catena. Il primo tentativo fallì: la catena si spezzò e l'elefante cadde sul terreno, causando il momentaneo allontanamento della folla, che temeva la furia dell'elefantessa. Si scoprì che qualcuno si era dimenticato di slegare la catena alla zampa di Mary, lasciandola ancorata al terreno. Nella caduta Mary si rovinò l'anca, ferendosi gravemente. Il secondo tentativo uccise l'elefante che fu poi seppellito accanto ai binari.
Una foto dell'epoca mostra l'elefantessa durante l'esecuzione. Anche se la rivista Argosy mise in dubbio la veridicità della fotografia, diverse altre fotografie dell'epoca ne rivelarono l'autenticità. Nel 1992 venne pubblicato un libro che riassume la storia di Mary: The Day They Hung The Elephant di Charles Edwin Price.